# ويليام جاي كيركباتريك
ويليام جاي كيركباتريك (بالإنجليزية: William J. Kirkpatrick)‏ هو كاتب ترانيم وعازف كمان أمريكي، ولد في 27 فبراير 1838، وتوفي في 20 سبتمبر 1921.

## وصلات خارجية
- ويليام جاي كيركباتريك على موقع IMDb (الإنجليزية)
- ويليام جاي كيركباتريك على موقع ميوزك برينز (الإنجليزية)
- ويليام جاي كيركباتريك على موقع أول ميوزيك (الإنجليزية)
- ويليام جاي كيركباتريك على موقع ديسكوغز (الإنجليزية)